# Obi (arti marziali)

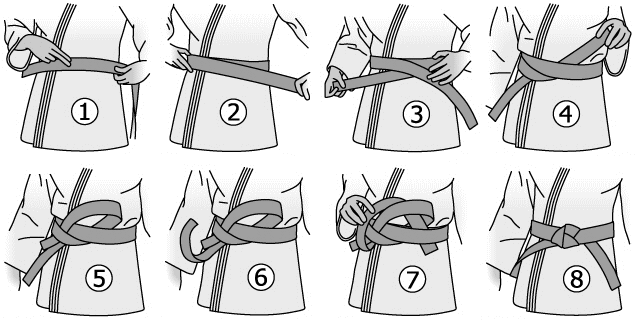
Il modo di legare l'obi utilizzato nello jūdō, aikidō e karate

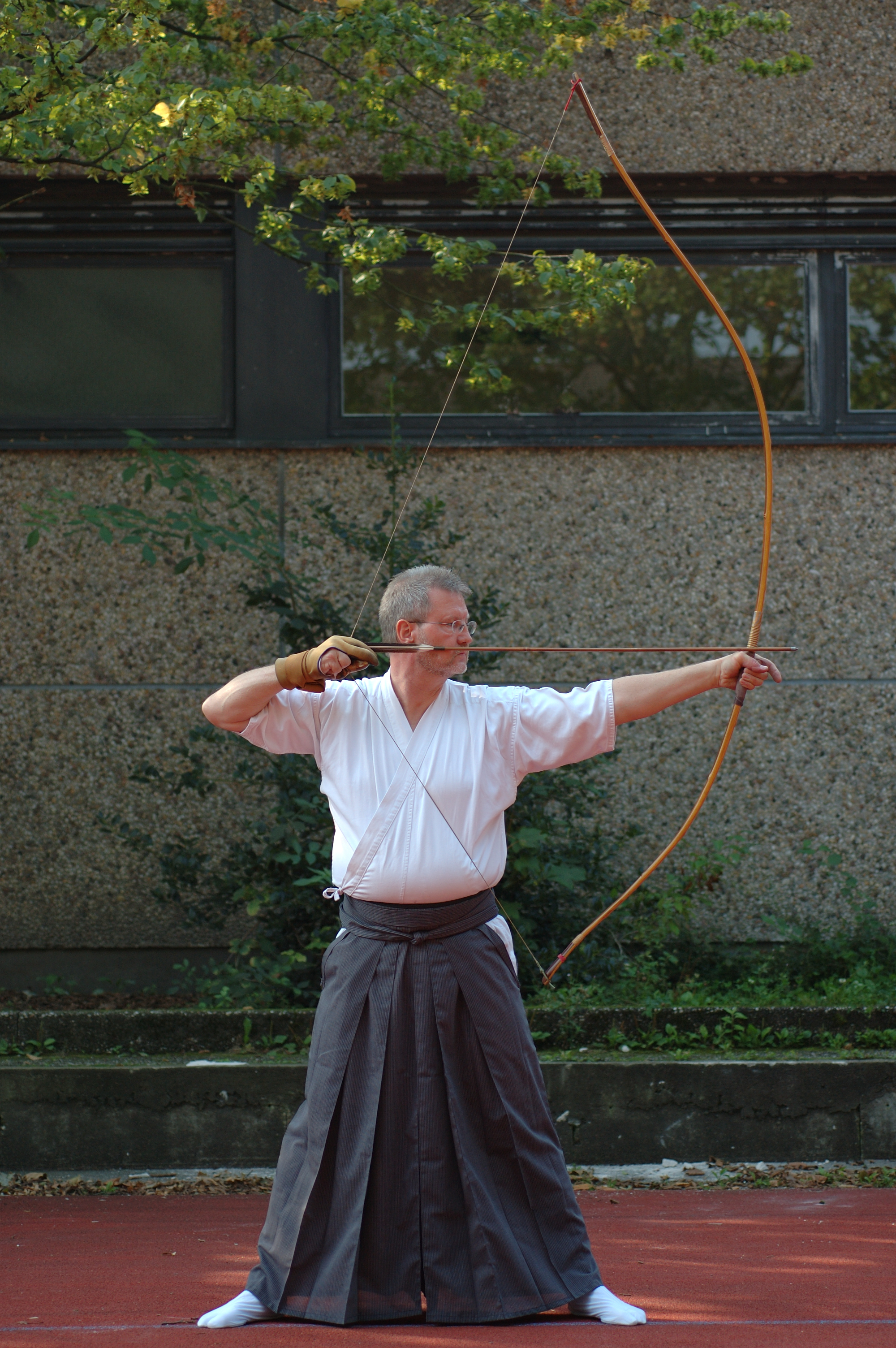
In alcune arti marziali giapponesi l'obi è nascosto sotto l'hakama. Nella foto vi è un kyūdōka.

Molte arti marziali giapponesi sono dotate di un obi come parte del loro vestiario di esercizio. Questi obi vengono spesso realizzati in cotone e sono di circa 5 cm di larghezza. Gli obi delle arti marziali vengono spesso indossati in koma-musubi knot (nodo quadrato); in pratica dove si indossa l'hakama, l'obi viene legato in altri modi.

## Aikidō
A differenza di molte altre arti marziali, i praticanti adulti di aikidō non indossano obi colorati, anche se in alcune scuole sono stati codificati altri colori differenti, specialmente per i bambini. La gamma degli obi dei bambini vanno dal bianco per iniziare fino al livello del 5º kyū, other colours for the rest of the kyū levels e nero per i livelli dal 1° dan in su.

### Esempi di gradi colorati nell'aikidō
Di seguito sono riportati i classici esempi di obi colorati per livello nell'aikidō:
| Livello     | Colore dell'obi                |
| ----------- | ------------------------------ |
| 6º kyū      | gialla                         |
| 5º kyū      | arancio                        |
| 4º kyū      | verde                          |
| 3º kyū      | blu                            |
| 2º e 1º kyū | marrone                        |
| 1º-3º dan   | nera                           |
| 4º-9º dan   | nera e rossa, o bianco e rosso |
| 10º dan     | rossa                          |

## Jūjutsu
I colori degli obis dei praticanti di jūjutsu range sono i seguenti:
| Livello            | Colori Obi                              |
| ------------------ | --------------------------------------- |
| principianti       | rossa                                   |
| 10º – 8º kyū       | red                                     |
| 7º kyū             | bianca con una striscia rossa           |
| 6º kyū             | gialla                                  |
| 5º kyū             | arancio                                 |
| 4th kyū            | verde                                   |
| 3º kyū             | blu                                     |
| 2º kyū             | viola                                   |
| 1º kyū             | marrone                                 |
| Shōdan-ho          | marrone e nera ("temporaneamente nera") |
| 1º - 5º dan        | nera                                    |
| 6° dan e superiore | rossa e bianca                          |

## Karate

### Wadō-ryū
Gli obi utilizzati nella scuola wadō-ryū seguono la questa gamma di colori:
| Livello            | Colore degli Obi               |
| ------------------ | ------------------------------ |
| principianti       | bianca                         |
| 10º kyū            | bianca                         |
| 9º kyū             | bianca con una striscia gialla |
| 8º kyū             | giallo                         |
| 7º kyū             | arancio                        |
| 6º kyū             | verde                          |
| 5º kyū             | blu                            |
| 4º kyū             | viola                          |
| 3º - 1º kyū        | marrone                        |
| 1° dan e superiore | nera                           |

### Shōtōkan
Gli obi utilizzati nella scuola shōtōkan seguono questa gamma di colori:
| Livello      | Colore degli Obi                                |
| ------------ | ----------------------------------------------- |
| 9º kyū       | bianca                                          |
| 8º kyū       | bianca                                          |
| 7º kyū       | gialla                                          |
| 6º kyū       | arancione                                       |
| 5º kyū       | verde                                           |
| 4º kyū       | blu                                             |
| 3º kyū       | marrone                                         |
| 2º kyū       | marrone                                         |
| 1º kyū       | marrone                                         |
| 1º - 4º dan  | nera di grado yudansha (il guerriero)           |
| 5º - 7º dan  | nera di grado kodansha (la maestria spirituale) |
| 8º - 10º dan | nera di grado irokokoro (la maturità)           |

5º dan (renshi kokoro),
6º dan (renshi),
7º dan (khioshi),
8º dan (khioshi),
9º dan (hanshi),
10º dan (hanshi).
Renshi e khioshi sono il vertice del percorso, mentre hanshi è fuori dal vertice: il suo compito è solo quello di indirizzare gli esperti per raggiungere il vertice.

## Riferimenti
- Bennett, Gary, Aikido techniques & tactics, Human Kinetics Publisher, 1997, ISBN 0-88011-598-X.
- Goodman, Fay, The Ultimate Book of Martial Arts, su archive.org, Lorenz Books, 1998, ISBN 1-85967-778-9.